# Disphragis delecta
Disphragis delecta is een vlinder uit de familie van de tandvlinders (Notodontidae). De wetenschappelijke naam van de soort is, als Heterocampa celesta, voor het eerst geldig gepubliceerd in 1911 door William Schaus.

## Type
- syntypes: "males en females"
- instituut: USNM Smithsonian Institution, Washington, U.S.A.
- typelocatie: "Costa Rica, Juan Vinas, El Sitio"